# Бутмирская культура

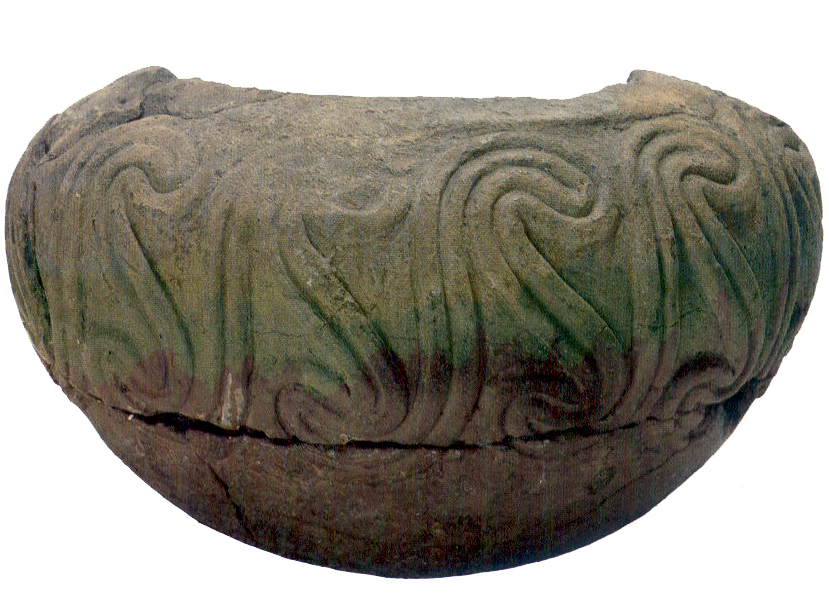
Бутмирская амфора

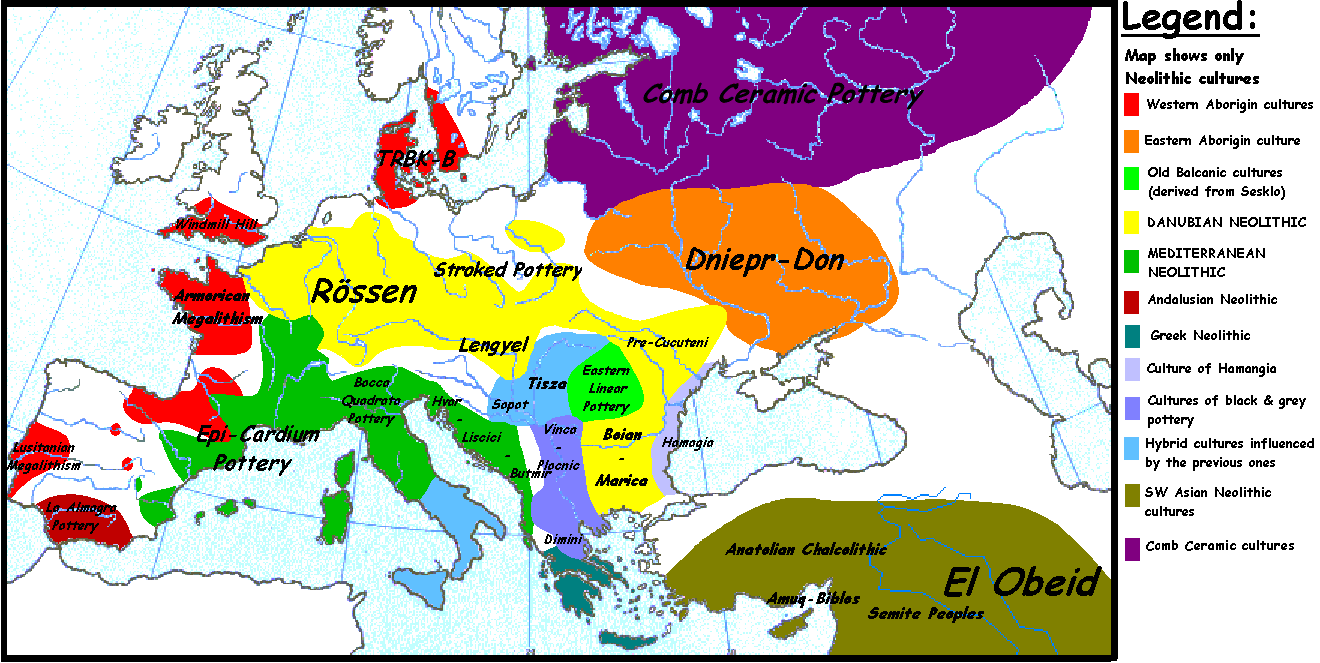
Культуры неолита Европы

Бутмирская культура — балканская неолитическая культура. Существовала в период 5100—4500 г. до н. э. Является одной из потомков культуры кардиальной керамики.
Основные находки расположены на территории современной Боснии. Основу хозяйства составляло земледелие и скотоводство. Имеются следы керамики, узоры которой имеют сходство с узорами минойской керамики на Крите. По современным данным, однако, бутмирская культура никак не связана с минойской.